# Magnitudine apparente
La magnitudine apparente (m) di un corpo celeste è una misura della sua luminosità rilevabile da un punto di osservazione, di solito la Terra. Il valore della magnitudine è corretto in modo da ottenere la luminosità che l'oggetto avrebbe se la Terra fosse priva di atmosfera. Maggiore è la luminosità dell'oggetto celeste, minore è la sua magnitudine. La magnitudine, misurata mediante fotometria, generalmente viene rilevata nello spettro visibile  all'uomo (vmag), ma a volte possono essere utilizzate altre regioni dello spettro elettromagnetico, come la banda J nel vicino infrarosso. Sirio è la stella più luminosa del cielo notturno nello spettro visibile, ma nella banda J la stella più luminosa risulta Betelgeuse. Poiché ad esempio un oggetto estremamente luminoso può apparire molto debole se si trova a una grande distanza, questa misura non indica la luminosità intrinseca dell'oggetto celeste, che viene invece espressa con il concetto di magnitudine assoluta.

## Storia
| Visibile all'occhio umano      | Magnitudine apparente | Luminosità relativa a Vega | Numero di stelle più luminose della magnitudine apparente |
| ------------------------------ | --------------------- | -------------------------- | --------------------------------------------------------- |
| Sì                             | −1,0                  | 250%                       | 1                                                         |
| Sì                             | 0,0                   | 100%                       | 4                                                         |
| Sì                             | 1,0                   | 40%                        | 15                                                        |
| Sì                             | 2,0                   | 16%                        | 48                                                        |
| Sì                             | 3,0                   | 6,3%                       | 171                                                       |
| Sì                             | 4,0                   | 2,5%                       | 513                                                       |
| Sì                             | 5,0                   | 1,0%                       | 1 602                                                     |
| Sì                             | 6,0                   | 0,40%                      | 4 800                                                     |
| Solo cieli particolarmente bui | 7,0                   | 0,16%                      | 14 000                                                    |
| Solo cieli particolarmente bui | 8,0                   | 0,063%                     | 42 000                                                    |
| No                             | 9,0                   | 0,025%                     | 121 000                                                   |
| No                             | 10,0                  | 0,010%                     | 340 000                                                   |

La scala con cui sono misurate le magnitudini affonda le sue radici nella pratica ellenistica di dividere le stelle visibili a occhio nudo in sei magnitudini. Le stelle più luminose erano dette di prima magnitudine (m = +1), quelle brillanti la metà di queste erano di seconda magnitudine, e così via fino alla sesta magnitudine (m = +6), al limite della visione umana a occhio nudo (senza un telescopio o altri aiuti ottici). Questo metodo puramente empirico di indicare la luminosità delle stelle fu reso popolare da Tolomeo nel suo Almagesto, e si pensa che sia stato inventato da Ipparco. Il sistema prendeva in considerazione solo le stelle, e non considerava la Luna, il Sole o altri oggetti celesti non stellari.
Nel 1856, Pogson formalizzò il sistema definendo una stella di prima magnitudine come una stella che fosse 100 volte più luminosa di una stella di sesta magnitudine. Perciò, una stella di prima magnitudine si trova a essere 2,512 volte più luminosa di una stella di seconda, come si deduce dal seguente calcolo:{\displaystyle {\frac {F_{1}}{F_{6}}}=100={\frac {F_{1}}{F_{2}}}{\frac {F_{2}}{F_{3}}}{\frac {F_{3}}{F_{4}}}{\frac {F_{4}}{F_{5}}}{\frac {F_{5}}{F_{6}}}=\left({\frac {F_{i}}{F_{i+1}}}\right)^{5}}
{\displaystyle {\frac {F_{i}}{F_{i+1}}}=100^{1/5}\cong 2,512}
La radice quinta di 100 (2,512) è conosciuta come rapporto di Pogson. La scala di Pogson fu fissata in origine assegnando alla stella Polare una magnitudine di 2. Gli astronomi hanno in seguito scoperto che la Polare è leggermente variabile, pertanto viene usata come riferimento la stella Vega. Si è deciso di adottare una scala logaritmica perché nel XIX secolo si credeva che l'occhio umano non fosse sensibile alle differenze di luminosità in modo direttamente proporzionale alla quantità di energia ricevuta, ma su scala logaritmica. In seguito si scoprì che ciò è solo approssimativamente corretto, ma la scala logaritmica delle magnitudini rimase ugualmente in uso.
Il sistema moderno non è più limitato a sei magnitudini. Oggetti molto luminosi hanno magnitudini negative. Per esempio Sirio, la stella più brillante della sfera celeste, ha una magnitudine apparente posta tra −1,44 e −1,46. La scala moderna include la Luna e il Sole. La prima, quando è piena, è di magnitudine −12, mentre il secondo raggiunge la magnitudine −26,8. Il Telescopio spaziale Hubble e il Telescopio Keck hanno registrato stelle di magnitudine +30.

## Relazioni matematiche

La Nebulosa Tarantola nella Grande Nube di Magellano. Immagine ottenuta mediante il telescopio VISTA dell'ESO. Questa nebulosa ha magnitudine apparente 8.

Poiché la quantità di luce ricevuta da un osservatore dipende dalle condizioni dell'atmosfera terrestre, il valore della magnitudine apparente viene corretto in modo da ottenere la luminosità che un oggetto avrebbe in assenza di atmosfera. Quanto più un oggetto è debole, tanto più elevata è la sua magnitudine.
La magnitudine apparente di un oggetto non è una misura della sua luminosità intrinseca: quanto un oggetto appaia luminoso dalla Terra dipende infatti, oltre che dalla sua luminosità assoluta, anche dalla sua distanza. Un oggetto molto distante può apparire molto debole, anche se la sua luminosità intrinseca è elevata. Una misura della luminosità intrinseca dell'oggetto è la sua magnitudine assoluta (M), che equivale alla magnitudine che l'oggetto avrebbe se si trovasse alla distanza di 10 parsec dalla Terra (~32,6 anni luce). Per i pianeti e gli altri corpi del sistema solare la magnitudine assoluta equivale alla magnitudine apparente che il corpo avrebbe se si trovasse alla distanza di 1 UA sia dal Sole che dalla Terra. La magnitudine assoluta del Sole è 4,83 nella banda V (giallo) e 5,48 nella banda B (blu).
Poiché {\displaystyle 2{,}512^{2{,}5}\approx 10}, la magnitudine apparente m nella banda x può essere definita come:
{\displaystyle m_{x}-m_{x,0}=-2{,}5\log _{10}\left({\frac {F_{x}}{F_{x,0}}}\right)\,}
dove {\displaystyle F_{x}\!\,} è il flusso astrofisico osservabile nella banda x e {\displaystyle m_{x,0}} e {\displaystyle F_{x,0}} sono rispettivamente la magnitudine e il flusso di un oggetto di riferimento, ad esempio la stella Vega. L'incremento di una magnitudine corrisponde a una diminuzione di un fattore di {\displaystyle \approx 2{,}512}. Per le proprietà dei logaritmi una differenza di magnitudini di {\displaystyle m_{1}-m_{2}=\Delta m} può essere convertita in un rapporto tra flussi mediante la seguente formula:
{\displaystyle F_{2}/F_{1}\approx 2{,}512^{\Delta m}}

### Esempio: il Sole e la Luna
Si supponga di voler conoscere il rapporto fra la luminosità del Sole e quello della Luna piena. La magnitudine apparente media del Sole è -26,74, quella della Luna piena mediamente è -12,74.
Differenza di magnitudine: {\displaystyle \Delta m=m_{1}-m_{2}=(-12{,}74)-(-26{,}74)=14{,}00}
Rapporto fra le luminosità: {\displaystyle r_{l}=2{,}512^{\Delta m}\approx 2{,}512^{14{,}00}\approx 400.000}
Visto dalla Terra il Sole appare 400 000 volte più luminoso della Luna piena, nonostante il nostro Astro sia quasi 400 volte più lontano dal nostro pianeta rispetto alla distanza media della Luna, la quale ovviamente riflette in piccola parte la luce ricevuta.

### Addizione
Qualche volta può essere necessario sommare magnitudini, per esempio, per determinare la magnitudine combinata di una stella doppia, quando la magnitudine delle due componenti è conosciuta. Ciò può essere fatto utilizzando la seguente equazione:
{\displaystyle 2{,}512^{-m_{f}}=2{,}512^{-m_{1}}+2{,}512^{-m_{2}}\!\ }
ove {\displaystyle m_{f}} è la magnitudine combinata e {\displaystyle m_{1}} e {\displaystyle m_{2}} le magnitudini delle due componenti. Risolvendo l'equazione per {\displaystyle m_{f}} si ottiene:
{\displaystyle m_{f}=-\log _{2{,}512}\left(2{,}512^{-m_{1}}+2{,}512^{-m_{2}}\right)\!\ }
Si noti che vengono utilizzati i numeri negativi di ogni magnitudine perché luminosità maggiori equivalgono a magnitudini minori.

## Precisazioni
| Band | {\displaystyle \lambda } (μm) | {\displaystyle \Delta \lambda /\lambda } (FWHM) | Flux at m = 0, Fx,0 | Flux at m = 0, Fx,0  |
| Band | {\displaystyle \lambda } (μm) | {\displaystyle \Delta \lambda /\lambda } (FWHM) | Jy                  | 10−20 erg/(s·cm2·Hz) |
| ---- | ----------------------------- | ----------------------------------------------- | ------------------- | -------------------- |
| U    | 0.36                          | 0.15                                            | 1810                | 1.81                 |
| B    | 0.44                          | 0.22                                            | 4260                | 4.26                 |
| V    | 0.55                          | 0.16                                            | 3640                | 3.64                 |
| R    | 0.64                          | 0.23                                            | 3080                | 3.08                 |
| I    | 0.79                          | 0.19                                            | 2550                | 2.55                 |
| J    | 1.26                          | 0.16                                            | 1600                | 1.60                 |
| H    | 1.60                          | 0.23                                            | 1080                | 1.08                 |
| K    | 2.22                          | 0.23                                            | 670                 | 0.67                 |
| L    | 3.50                          |                                                 |                     |                      |
| g    | 0.52                          | 0.14                                            | 3730                | 3.73                 |
| r    | 0.67                          | 0.14                                            | 4490                | 4.49                 |
| i    | 0.79                          | 0.16                                            | 4760                | 4.76                 |
| z    | 0.91                          | 0.13                                            | 4810                | 4.81                 |

La natura logaritmica della scala è dovuta al fatto che ai tempi di Pogson si pensava che l'occhio umano avesse esso stesso una risposta logaritmica (si veda per esempio la legge di Weber-Fechner). Tuttavia si è poi scoperto che l'occhio umano segue in realtà leggi di potenza, come quelle espresse dalla legge di Stevens.
La misura della magnitudine viene complicata dal fatto che gli oggetti celesti non emettono radiazione monocromatica, bensì distribuita su un proprio caratteristico spettro. Per questo è importante sapere in quale regione di tale spettro stiamo osservando. A tal fine è utilizzato il sistema fotometrico UBV nel quale la magnitudine viene misurata a tre differenti lunghezze d'onda: U (centrata attorno a 350 nm, nell'ultravioletto vicino), B (circa 435 nm, nel blu) e V (circa 555 nm, nel mezzo dell'intervallo di sensibilità dell'occhio umano). La banda V è stata scelta perché fornisce magnitudini molto simili a quelle viste dall'occhio umano, e quando un valore di magnitudine apparente è fornito senza altre spiegazioni, si tratta in genere di una magnitudine V, chiamata anche magnitudine visuale.
Tuttavia le stelle più fredde, come le giganti rosse e le nane rosse, emettono poca energia nelle parti blu ed UV del loro spettro, e la loro luminosità viene spesso sotto-stimata nella scala UBV. In effetti, alcune stelle di tipo L e T avrebbero una magnitudine UBV superiore a 100 perché emettono pochissima luce visibile, ma sono molto più luminose nell'infrarosso. L'originario sistema UBV è stato quindi integrato con due nuovi "colori", R ed I, centrati rispettivamente a 797 e 1220 nm (sistema di Johnson-Morgan-Cousins).
Una volta scelta la banda su cui osservare, bisogna anche ricordare che ogni rivelatore utilizzato per raccogliere la radiazione (pellicole, sensori CCD, fotomoltiplicatori..) ha una diversa efficienza al variare della frequenza del fotone incidente: dovremo quindi tenere conto anche di queste caratteristiche curve di risposta quando vogliamo risalire alla luminosità di un oggetto osservato. Le pellicole fotografiche utilizzate all'inizio del XX secolo erano molto sensibili alla luce blu e, di conseguenza, nelle fotografie prese a quell'epoca la supergigante blu Rigel appare molto più luminosa della supergigante rossa Betelgeuse di quanto non appaia ad occhio nudo. Di conseguenza le magnitudini ottenute a partire da queste fotografie, conosciute come magnitudini fotografiche, sono considerate obsolete.
Nella pratica il passaggio dalle magnitudini strumentali a quantità di effettivo significato astrofisico avviene attraverso il confronto con opportune stelle standard, oggetti scelti come riferimento di cui si conosce la luminosità e la distribuzione spettrale.

## Tavola delle magnitudini di alcuni oggetti celesti notevoli
| Valore                                                              | Oggetto celeste |
| ------------------------------------------------------------------- | --- |
| −38,00                                                              | La magnitudine di Rigel vista da una distanza di 1 UA. Apparirebbe come una sfera di colore blu avente un diametro apparente di 35°.                                                                                |
| −30,30                                                              | Sirio vista da una distanza di 1 UA |
| −29,30                                                              | Il Sole visto da Mercurio al perielio |
| −27,40                                                              | Il Sole visto da Venere al perielio |
| −26,74                                                              | Il Sole visto dalla Terra |
| −25,60                                                              | Il Sole visto da Marte all'afelio |
| −23,00                                                              | Il Sole visto da Giove all'afelio |
| −21,70                                                              | Il Sole visto da Saturno all'afelio |
| −20,20                                                              | Il Sole visto da Urano all'afelio |
| −19,30                                                              | Il Sole visto da Nettuno all'afelio |
| −18,20                                                              | Il Sole visto da Plutone all'afelio |
| −16,70                                                              | Il Sole visto da Eris all'afelio |
| −14                                                                 | Flusso luminoso di 1 lux |
| −12,92                                                              | Massima luminosità della Luna piena (la media è −12,74) |
| −11,20                                                              | Il Sole visto da Sedna all'afelio |
| −10                                                                 | La cometa Ikeya-Seki (1965), la più luminosa cometa dei tempi moderni |
| −8,50                                                               | Luminosità massima di un Iridium flare |
| −7,50                                                               | La supernova SN 1006 osservata nell'anno 1006, il più brillante evento stellare di cui si abbia testimonianza scritta                                                                                               |
| −6,50                                                               | La magnitudine integrata del cielo notturno della Terra |
| −6,00                                                               | La supernova del Granchio (SN 1054) osservata nell'anno 1054 (distante 6500 anni luce) |
| −5,2                                                                | La Stazione spaziale internazionale quando è al perigeo ed è completamente illuminata dal Sole |
| −4,89                                                               | Massima luminosità di Venere |
| −4,00                                                               | Luminosità del più debole corpo celeste visibile di giorno a occhio nudo quando il Sole è alto nel cielo |
| −3,99                                                               | Picco di luminosità di ε Canis Majoris, verificatosi 4,7 milioni di anni fa. Si tratta della stella più luminosa degli ultimi cinque e dei prossimi cinque milioni di anni                                          |
| −2,94                                                               | Massima luminosità di Giove |
| −2,91                                                               | Massima luminosità di Marte |
| −2,50                                                               | Luminosità del più debole corpo celeste visibile a occhio nudo quando il Sole è meno di 10° sopra l'orizzonte |
| −2,50                                                               | Luminosità minima di una Luna nuova |
| −2,45                                                               | Massima luminosità di Mercurio durante la sua congiunzione inferiore |
| −1,61                                                               | Luminosità minima di Giove |
| −1,47                                                               | Sirio, la stella più luminosa nella banda del visibile, eccetto il Sole |
| −0,83                                                               | La magnitudine apparente di η Carinae durante l'esplosione dell'aprile del 1843 |
| −0,72                                                               | Canopo, la seconda stella più luminosa del cielo |
| −0,49                                                               | Luminosità massima di Saturno, in opposizione e quando i suoi anelli sono massimamente visibili (2003, 2008) |
| −0,27                                                               | Il sistema α Centauri, la terza stella più luminosa |
| −0,04                                                               | Arturo, la quarta stella più luminosa |
| −0,01                                                               | α Centauri A, la principale del sistema di α Centauri |
| +0,03                                                               | Vega, che fu originariamente scelta come definizione della magnitudine zero |
| +0,50                                                               | Il Sole visto da α Centauri |
| 1,47                                                                | Luminosità minima di Saturno |
| 1,84                                                                | Luminosità minima di Marte |
| 3,03                                                                | La supernova SN 1987A, esplosa nella Grande Nube di Magellano a una distanza di 160 000 anni luce |
| da 3 a 4                                                            | Le stelle più deboli visibili nei centri urbani |
| 3,44                                                                | La galassia di Andromeda (M31) |
| 4,38                                                                | Massima luminosità di Ganimede, un satellite naturale di Giove, il più grande del sistema solare |
| 4,50                                                                | M41, un ammasso aperto che potrebbe essere stato osservato da Aristotele |
| 5,20                                                                | Massima luminosità dell'asteroide Vesta |
| 5,32                                                                | Massima luminosità di Urano |
| 5,72                                                                | La galassia a spirale M33, usata come test per la visione a occhio nudo sotto cieli bui |
| 5,73                                                                | Luminosità minima di Mercurio |
| 5,8                                                                 | Picco di luminosità del gamma ray burst GRB 080319B osservato dalla Terra il 19 marzo 2008 dalla distanza di 7,5 miliardi di anni luce (si tratta del più lontano oggetto visibile a occhio nudo finora registrato) |
| 5,95                                                                | Luminosità minima di Urano |
| 6,49                                                                | Luminosità massima dell'asteroide Pallas |
| 6,50                                                                | Limite approssimativo medio delle stelle visibili ad occhio nudo in condizione di cielo ottimali. Circa 9 500 oggetti hanno luminosità inferiore o uguale a 6,5                                                     |
| 6,64                                                                | Luminosità massima del pianeta nano Cerere, il corpo più massiccio della fascia principale |
| 6,75                                                                | Luminosità massima dell'asteroide Iris |
| 6,90                                                                | La galassia di Bode (Messier 81), un oggetto che si pone ai limiti della scala del cielo buio di Bortle e quindi della visibilità a occhio nudo nelle condizioni di cielo più scuro verificabili sulla Terra        |
| da 7 a 8                                                            | Limiti estremi della visibilità a occhio nudo nelle condizioni di cielo più scuro verificabili sulla Terra (classe 1 della scala del cielo buio di Bortle)                                                          |
| 7,78                                                                | Luminosità massima di Nettuno |
| 8,02                                                                | Luminosità minima di Nettuno |
| 8,10                                                                | La luminosità massima di Titano, il più grande dei satelliti naturali di Saturno. La luminosità media in opposizione è 8,4                                                                                          |
| 8,94                                                                | Luminosità massima dell'asteroide 10 Hygiea |
| 9,50                                                                | I più deboli oggetti visibili utilizzando un comune binocolo 7x50 in condizioni normali |
| 10,20                                                               | Luminosità massima di Giapeto, il terzo satellite naturale di Saturno |
| 12,91                                                               | 3C 273, il quasar più luminoso del cielo, avente una distanza di luminosità di 2,4 miliardi di anni luce |
| 13,42                                                               | Luminosità massima di Tritone, il principale satellite naturale di Nettuno |
| 13,5                                                                | Luminosità massima del pianeta nano Plutone |
| 15,40                                                               | Luminosità massima dell'asteroide centauro Chiron |
| 15,55                                                               | Luminosità massima di Caronte, il principale satellite naturale di Plutone |
| 16,80                                                               | Attuale luminosità massima del pianeta nano Makemake, quando è in opposizione |
| 17,27                                                               | Attuale luminosità massima del pianeta nano Haumea, quando è in opposizione |
| 18,73                                                               | Attuale luminosità del pianeta nano Eris, quando è in opposizione |
| 20,70                                                               | Calliroe, un piccolo satellite naturale (~8 km) di Giove |
| 22,00                                                               | Limite approssimativo di un telescopio Ritchey-Chrétien di 24" accoppiato con un CCD, quando l'oggetto viene osservato per 30 minuti                                                                                |
| 22,91                                                               | Massima luminosità di Idra, satellite naturale di Plutone |
| 23,38                                                               | Massima luminosità di Notte, satellite naturale di Plutone |
| 24,80                                                               | Luminosità del più debole oggetto ripreso in una immagine amatoriale: il quasar CFHQS J1641 +3755 |
| 25,00                                                               | Fenrir, piccolo (~4 km) satellite naturale di Saturno |
| 27,00                                                               | I più deboli oggetti osservabili nello spettro visibile tramite i telescopi terrestri di 8 metri di diametro |
| 28,00                                                               | Giove se fosse distante 5000 UA dal Sole |
| 28,20                                                               | La cometa di Halley nel 2003 quando era a 28 UA dal Sole |
| 31,50                                                               | I più deboli oggetti osservabili nello spettro visibile mediante il telescopio spaziale Hubble |
| 34,00                                                               | Gli oggetti più deboli osservabili nello spettro visibile dal progettato European Extremely Large Telescope |
| 35,00                                                               | Magnitudine stimata nel visibile di LBV 1806-20, una luminosa ipergigante blu, distante 38 000 anni luce dal Sole, che appare estremamente debole a causa della estinzione                                          |
| (vedi anche la stelle più brillanti del cielo notturno osservabile) | |

Alcune delle magnitudini riportate sopra sono solo approssimative. La sensibilità di un telescopio dipende dal tempo di osservazione, dalla lunghezza d'onda e da interferenze atmosferiche come lo scattering o l'airglow.